# Missy Elliott
Melissa Arnette Elliott, mais conhecida como Missy Elliott,  (Portsmouth, 1 de julho de 1971), é uma rapper,  cantora, MC, compositora e produtora musical de Portsmouth, Virgínia. Elliott era originalmente conhecida como Missy "Misdemeanor" Elliott e por vezes com somente um "t". Abandonou o "Misdemeanor" de seu nome artístico em 2003, sendo atualmente conhecida apenas por "Missy Elliott". Com vendas ultrapassando 24 milhões.
Elliott é conhecida por uma série de hits como "The Rain (Supa Dupa Fly)", "Hit 'Em Wit Da Hee", "Get Ur Freak On", "One Minute Man", "Work It" e "Lose Control". Recebeu reconhecimento como uma das mais bem sucedidas compositoras na música moderna, assim como uma das rappers mais influentes e inovadoras da histórias, tendo ainda trabalhado na produção e composição de várias canções de artistas como Aaliyah, Melanie B, Fantasia, Nelly Furtado, Christina Aguilera, Mariah Carey, Whitney Houston, Ciara e Tweet, frequentemente com a produção compartilhada pelo colega de infância Timbaland. Ela foi a quarta rapper a receber disco de platina pela RIAA, atrás de Lil' Kim, Foxy Brown e Da Brat; e é a única rapper a ter recebido seis álbuns de platina. Em 26 de agosto de 2019, Elliott foi homenageada no MTV VMA, tendo recebido o MTV Vanguard Award, que reconhece a contribuição de artistas para a arte do videoclipe, através de sua videografia.

## Carreira

### Primeiros anos
No final da década de 1980, Missy Elliott, LaShawn Shellman, Chonita Coleman e Radiah Scott formaram o grupo de R&B "Sista", em que Elliott era vocalista e compositora. Ela recrutou o amigo de infância/vizinhança Timothy Mosley como produtor da banda e começaram a gravar faixas demo. Em 1991, o Sista chamou atenção do produtor do Jodeci, DeVante Swing, por apresentar canções do grupo a cappella para ele nos camarins após um concerto de seu grupo. O Sista mudou-se para Nova Iorque e assinou com a Elektra Records através do selo de DeVante, Swing Mob. Elliott levou Mosley (que DeVante chamou Timbaland, nome artístico dele até hoje) e seu amido Melvin "Magoo" Barcliff.
Enquanto Elliot (na época creditada como Melissa Elliot) escreveu letras o primeiro compacto do álbum de estréia de Raven-Symoné, "That's What Little Girls Are Made Of", ela também contribuiu nas letras dos dois últimos álbuns do Jodeci: Diary of a Mad Band (1993) e The Show, The After Party, The Hotel (1995). Timbaland e DeVante produziram um LP do Sista, 4 All the Sistas Around the World, completado em 1994. Apesar do lançamento de videoclipes para versões original e remixada do compacto "Brand New", o álbum nunca foi lançado. Em 1995 a Swing Mob terminou e seus membros dispersaram; Elliott, Timbaland, Magoo, Ginuwine e Playa permaneceram juntos e colaboraram com os trabalhos dos outros pelo resto da década.

### Trabalho com Aaliyah e reconhecimento na indústria
Após deixar o selo Swing Mob, Missy Elliott e Timbaland trabalharam juntos (ela compondo letras e ele produzindo melodias) para bandas como SWV ("Can We?") e 702 ("Steelo"), mas o primeiro grande e notável trabalho de ambos foi com a cantora Aaliyah. Elliott e Timbaland escreveram e produziram faixas do segundo álbum da cantora, One in a Million (1996), onde Elliott também contribuiu com vocal de apoio e rap. One in a Million eventualmente se tornou um dos álbuns mais influentes da história do R&B, vendendo oito milhões de cópias mundialmente e alavancando os nomes de Elliott e Timbaland na indústria musical. Após serem notados pelo trabalho inovador feito com Aaliyah, Elliott e Timbaland passaram a ser requisitados para colaborar com outros artistas, incluindo a composição e produção de canções de artistas como Mariah Carey, Nas, Whitney Houston e Destiny's Child.
Elliott começou então uma carreira como vocalista convidada dos remixes de Sean Combs para "The Things That You Do" de Gina Thompson e para o compacto de 1996 de MC Lyte, "Cold Rock a Party". Combs procurou Elliott para que ela assinasse contrato em sua gravadora, Bad Boy Records. Entretanto ela assinou contrato com a Elektra Records em 1996 para criar seu próprio selo, The Goldmind Inc., no qual ela se lançaria como artista solo. Timbaland foi novamente recrutado como parceiro de produção, um papel que ele manteve na maioria dos trabalhos solo de Missy Elliott.

### Supa Dupa FlyeDa Real World
O álbum de estréia de Elliott Supa Dupa Fly foi lançado em meados de 1997. No mesmo ano ela apresentou-se no MTV Video Music Awards com um remix da canção "Not Tonight" de Lil' Kim com as rappers Da Brat e Angie Martinez, e a então vocalista do TLC Lisa "Left Eye" Lopes.
Em 1998 Elliott produziu o compacto de estréia da ex-Spice Girl Melanie B, "I Want You Back", que atingiu o topo das paradas musicais do Reino Unido. O segundo álbum de Elliott foi tão bem sucedido quanto o primeiro, com bom retorno comercial. Da Real World (1999) incluiu os compactos "All N My Grill", uma colaboração com Nicole Wray e Big Boi (do OutKast).

### Miss E... So Addictive

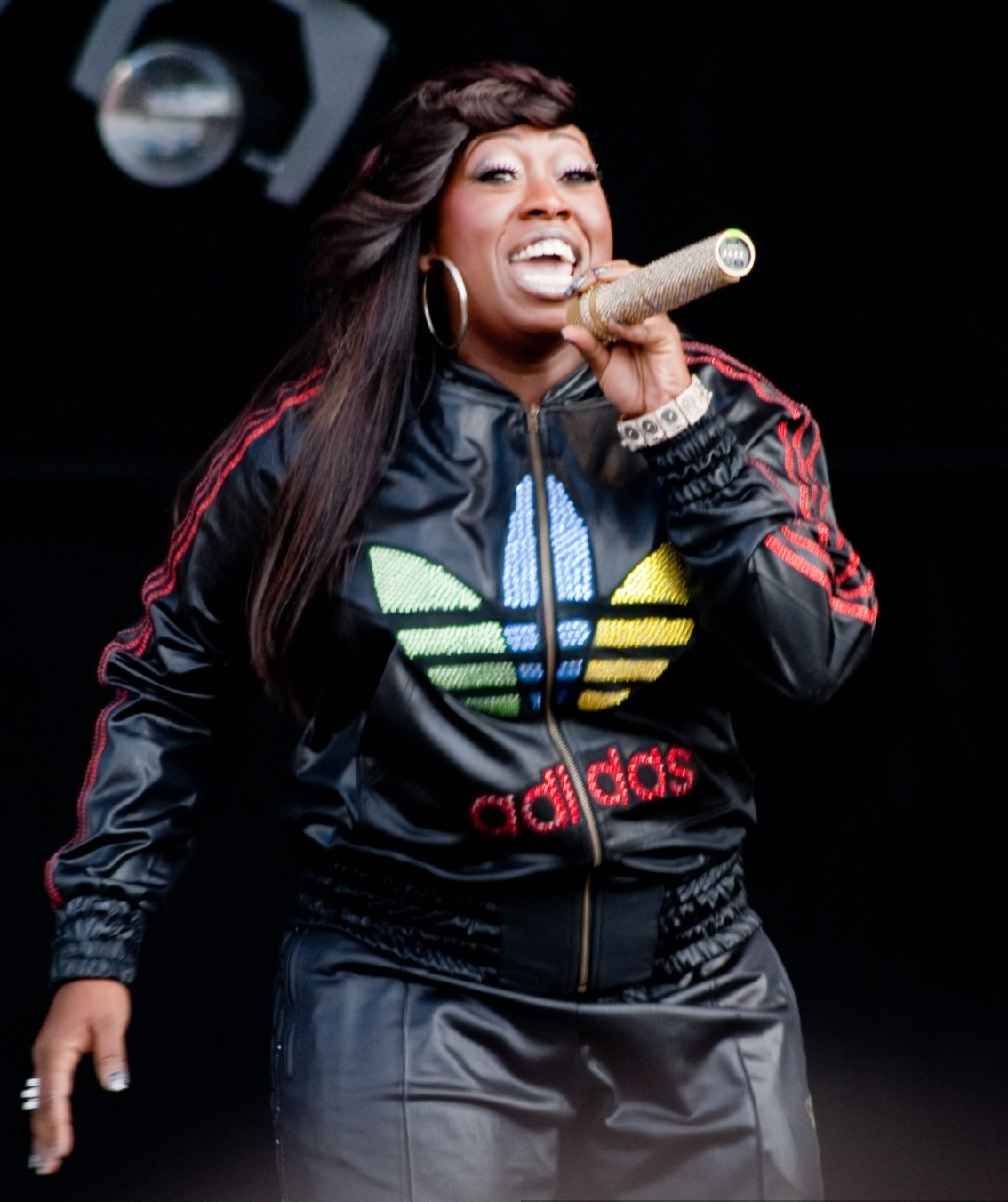
Missy Elliott em 2006

O próximo lançamento de Missy Elliott foi o álbum Miss E... So Addictive, de 2001. O álbum lançou vários hits como "One Minute Man" e "Get Ur Freak On". A aparição de Tweet em "Take Away" no programa televisivo MTV Cribs ajudou a criar boatos sobre essa nova cantora de R&B. Seu compacto de estréia "Oops (Oh My)" foi co-escrito por Elliott e lançado em 2002. As várias colaborações entre Tweet e Elliott, além de aparições na televisão, alimentaram à media sobre um possível caso entre as duas. Ainda em 2001, Elliot foi responsável pela produção de um dos maiores sucessos do ano, o remake da canção "Lady Marmalade", de Chrstina Aguilera, P!nk, Mýa e Lil' Kim, para a trilha sonora de Moulin Rouge!, que viria a se tornar uma das mais bem sucedidas parcerias femininas da história.

### Under Construction
O quarto álbum de Elliott Under Construction (2002), incluiu os compactos "Work It", um dos maiores sucessos de artista, e o dueto com Ludacris em "Gossip Folks". O álbum é conhecido como um dos álbuns mais vendidos por uma rapper feminina com 2,2 milhões de cópias nos Estados Unidos e 4,5 milhões de cópias pelo mundo. Posteriormente, Elliott mostrou à media suas opiniões sobre os rumores a seu respeito, incluindo sua rápida perda de peso e seus relacionamentos com Timbaland, Tweet e Trina.

### This Is Not a Test!
Em novembro de 2003 foi lançado o quinto álbum de Elliott, This Is Not a Test!, que não foi tão bem sucedido quanto os anteriores. A marca GAP contratou Elliott para atuar em um comercial junto com Madonna, que recebeu muita atenção da media. Elliott continuou a trabalhar com Madonna apresentando-se com ela na polêmica apresentação do concerto de abertura do MTV Video Music Awards 2003, junto com Britney Spears e Christina Aguilera.
Em 2004, Elliott apareceu no compacto de Ciara "1, 2 Step". A artista apresentou seu próprio reality show em meados de 2005, The Road to Stardom with Missy Elliott.

### The Cookbook
Seu sexto álbum The Cookbook foi lançado em julho de 2005 e estreou na segunda posição das paradas dos Estados Unidos. O primeiro compacto "Lose Control", que contava também com Ciara e Fatman Scoop, foi bem sucedido; outras faixas do álbum incluíam participação de Mike Jones, Fantasia, M.I.A, Slick Rick, Mary J. Blige e Pharrell Williams. O videoclipe de "Lose Control" deu à Elliott seis indicações para o MTV VMA 2005, ganhando nas categorias de Melhor Vídeo de Dança e Melhor Vídeo de Hip-Hop.
Em dezembro de 2005 Elliott foi nomeada para cinco prêmios Grammy, incluindo dois por "Lose Control", ganhando um.

### Respect M.E.
Respect M.E., o primeiro álbum de compilação de Missy Elliott, foi lançado fora dos Estados Unidos e Canadá em 4 de setembro de 2006, mas somente na África do Sul, Austrália, Europa e Brasil.
Em 2011 Missy Elliott se junta a Katy Perry para criar o remix da faixa "Last Friday Night" do álbum Teenage Dream de Katy. Missy também fez uma participação com rap na faixa "All Night Long" do álbum Unbroken, de Demi Lovato, ao lado de Timbaland. E também uma participação no single "How Ya Doin'" de Little Mix.
Em 2015, participou da apresentação no Halftime Show do Super Bowl XLIX, como convidada especial da cantora Katy Perry. Meses depois foi anunciado que Elliott estaria no novo álbum de Janet Jackson, no dia 25 de setembro a faixa foi lançada como single do novo álbum de Jackson, Unbreakable.

## Discografia

### Álbuns de estúdio
- 1997 - Supa Dupa Fly
- 1999 - Da Real World
- 2001 - Miss E ...So Addictive
- 2002 - Under Construction
- 2003 - This Is Not a Test!
- 2005 - The Cookbook

### Extended Plays
- 2019 - Iconology

## Filmografia
| Ano  | Título                      | Papel     |              |
| ---- | --------------------------- | --------- | ------------ |
| 2001 | Pootie Tang                 | Diva      |              |
| 2003 | Ultrasound: Hip Hop Dollars | Ela mesma | Documentário |
| 2003 | Honey                       | Ela mesma |              |
| 2004 | Fade to Black               | Ela mesma |              |
| 2004 | Shark Tale                  | Voz       | Voz          |
| 2005 | Just for Kicks              | Ela mesma |              |